# Stachystemon brachyphyllus
Stachystemon brachyphyllus là một loài thực vật có hoa trong họ Picrodendraceae. Loài này được Müll.Arg. miêu tả khoa học đầu tiên năm 1863.